# 루돌프 브란트
루돌프 헤르만 브란트(독일어: Rudolf Hermann Brandt, 1909년 6월 2일 ~ 1909년 6월 2일)는 나치 독일의 친위대 장교이자 공무원이다. 같은 전범이자 뉘른베르크 의사 재판에서 형을 선고받은 카를 브란트와는 성이 같지만 혈연적 관계는 없다.

## 생애
프랑크푸르트에서 태어난 브란트는 타이핑 속기교육을 받으며 법학을 공부했다. 이후 독일 내무성에서 근무하다가 1932년에 법학박사 학위를 취득했다. 이 해에 나치당에 가입한 그는 1933년부터 친위대에 들어가 12월에 카를 볼프의 친위대 전국지도자 개인참모부에서 근무하며 패전까지 하인리히 힘러의 측근으로 일했다. 1930년 말기에 브란트는 아돌프 히틀러의 개인비서가 되어 힘러와 내무성 사이를 연결하는 연락장교가 되었다. 1943년부터 힘러가 내무성의 장관이 되자 힘러의 조언자로도 일했는데 브란트는 강제수용소에서 실시된 친위대 의사에 의한 인체실험의 조사와 관리를 담당했다. 그는 아우구스트 힐트 박사의 인종별 두개골 샘플취득을 위해 86명의 유대인을 살해하는 것에 관여했다. 브란트는 패전 후 힘러와 함께 영국군에게 포로가 되었다. 전후 개최된 의사 재판에서 사형판결을 받은 브란트는 자신의 39번째 생일날인 1948년 6월 2일에 란츠베르크 교도소에서 처형되었다.

### 참고 문헌
- "Medical Case Tribunal Nuremberg Indictment" at www.ess.uwe.ac.uk
- Fragebogen zur Erlangung der Verlobungsgenehmigung; RS-Akte, BArch.-Berlin.
- Trial Transcript Citation: Trial Name: NMT 01. Medical Case - USA v. Karl Brandt, et al., English Transcript: p. 10321 (28 June 1947) Gerhard Herrgesell (Judge of local court).
- Trial Transcript Citation: Trial Name: NMT 01. Medical Case - USA v. Karl Brandt, et al., English Transcript: p. 4997 (26 March 1947) Luitpold Schallermeier (assistant to Karl Wolff in Himmler's office, Waffen SS).
- Trial Transcript Citation: Trial Name: NMT 01. Medical Case - USA v. Karl Brandt, et al., English Transcript: p. 10321 (28 June 1947) Sepp Tiefenbacher (friend of Rudolf Brandt).
- Trial Transcript Citation: Trial Name: NMT 01. Medical Case - USA v. Karl Brandt, et al., English Transcript: p. 4828 (21 March 1947) p. 4997 (26 March 1947) Walter Schellenberg (Gestapo, RSHA; Brigade-Fuehrer, Waffen SS).
- Ernst Klee, Das Personenlexikon zum Dritten Reich. Wer war was vor und nach 1945, Frankfurt am Main 2005, S. 71.
- Longerich, Peter (2012). 《Heinrich Himmler: A Life》. Oxford; New York: Oxford University Press. ISBN 978-0-19-959232-6.
- Schellenberg, Walter (2000) [1956]. The Labyrinth: Memoirs Of Walter Schellenberg, Hitler's Chief Of Counterintelligence, translated by Louis Hagen. Da Capo Press. ISBN 978-0306809279